# Meoneura graeca
Meoneura graeca is een vliegensoort uit de familie van de Carnidae. De wetenschappelijke naam van de soort is voor het eerst geldig gepubliceerd in 1972 door Hennig.